# Calderara di Reno
Calderara di Reno är en ort och kommun i storstadsregionen Bologna, innan 2015 i provinsen Bologna, i regionen Emilia-Romagna i Italien. Kommunen hade 13 256 invånare (2018).